# Sigma (Cápiz)
Sigma es un municipio filipino de cuarta clase, perteneciente a la provincia de Cápiz, en las Bisayas Occidentales.

## Historia
Hacia mediados del siglo XIX, el lugar tenía contabilizada una población de 5069 habitantes, repartidos en 814 casas. Aparece descrito en el segundo volumen del Diccionario geográfico, estadístico, histórico de las Islas Filipinas (1851) de Manuel Buzeta Núñez y Felipe Bravo con las siguientes palabras:

SIGMA: pueblo con cura y gobernadorcillo, en la isla de Panay, prov. de Capiz, dióc. de Cebú, sit. en los 126° 14' long. 11° 24' lat., en terr. llano y bajo un clima no muy cálido. Tiene unas 814 casas, la parroquial y la de comunidad, que son las dos mejores del pueblo: en esta últim que tambien se llama casa Tribunal ó de Justicia, es donde está la cárcel. La escuela que hay es de instruccion primaria y tiene una asignacion para la plaza del maestro. Hay una iglesia parroqual de mediana fábrica, y se halla servida por un cura secular. Confina el térm. por N. N. E. con el de Sapian, que dista 1 leg.; por N. N. O. con el de Bataan, á 1 ½ id.; por O. con el de Mambusao, á 1 leg.; y por S. E. con el de Tapas, á 5 id. El terr. es llano en general y fértil, siendo su principal prod. la del arroz, aunque tambien tiene otras como maiz, ajonjolí, abacá, algodon, frutas, legumbres, etc., si bien estas no en tanta cantidad como la primera, que es la que viene á formar el com. de este pueblo por la venta que se hace de este grano. La ind. se reduce casi toda á la agrícola y al hilado y tejido del algodon y abacá, que es en lo que comunmente se emplean las mugeres. Pobl. 5,069 almas, y en 1845 pagaba 1,120 trib. que hacen 11,200 rs. plata.
(Buzeta y Bravo, 1851, p. 428)

En 2020, tenía censados 31 688 habitantes.